# Cerveza belga

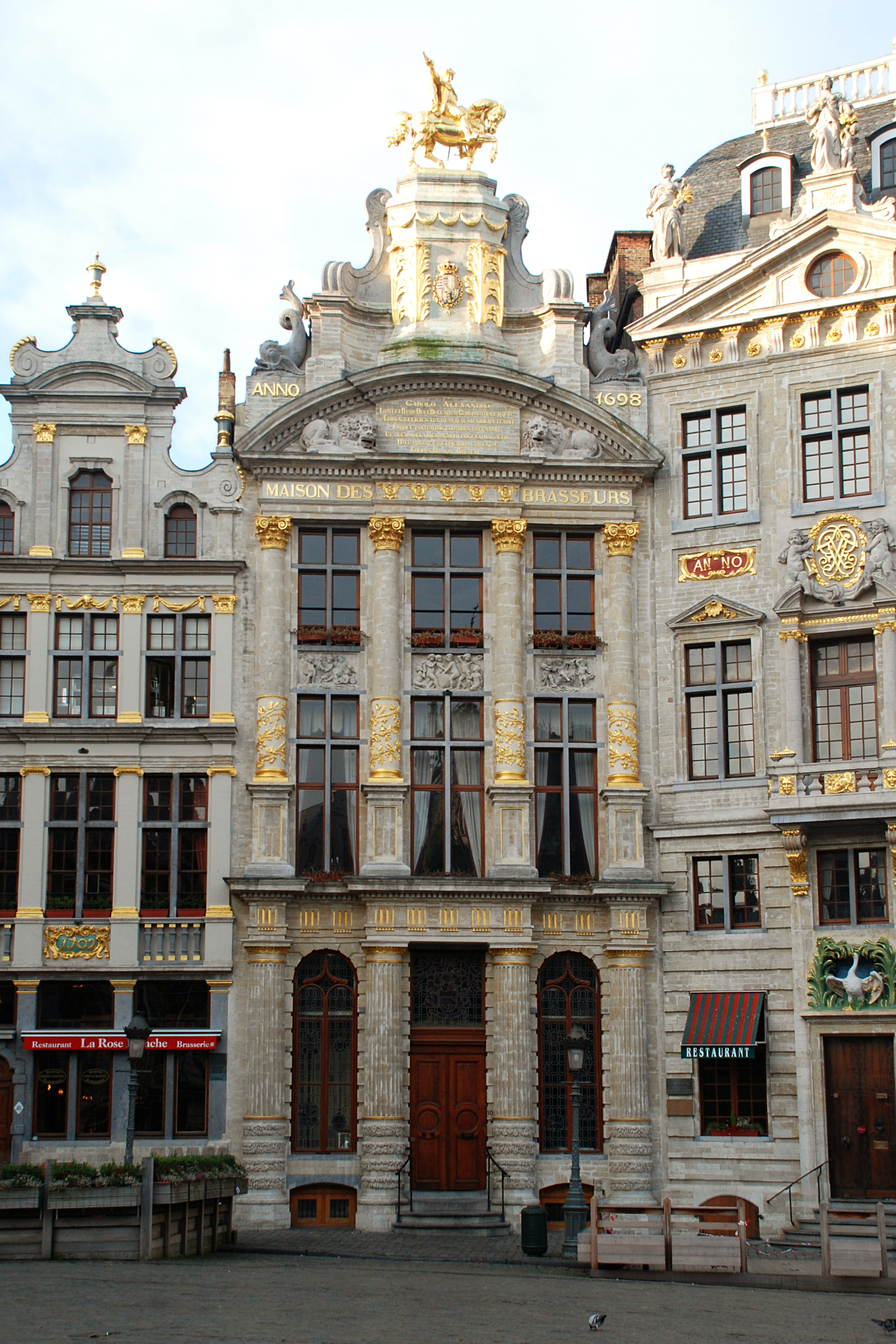
Casa del gremio de cerveceros de Bruselas, situada en la Maison de l'Arbre d'Or de la Grand Place

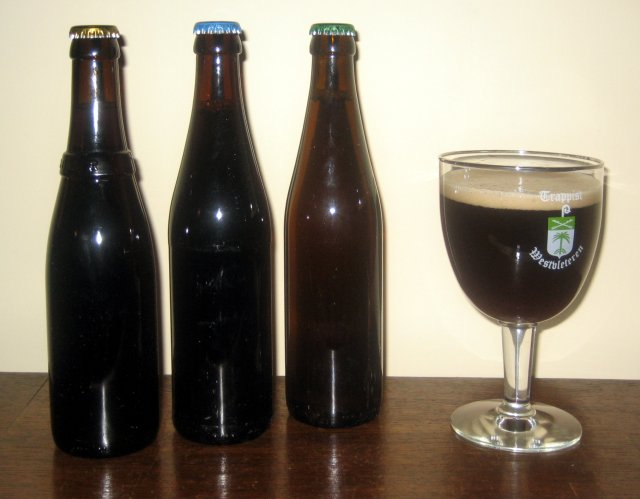
Cervezas Westvleteren

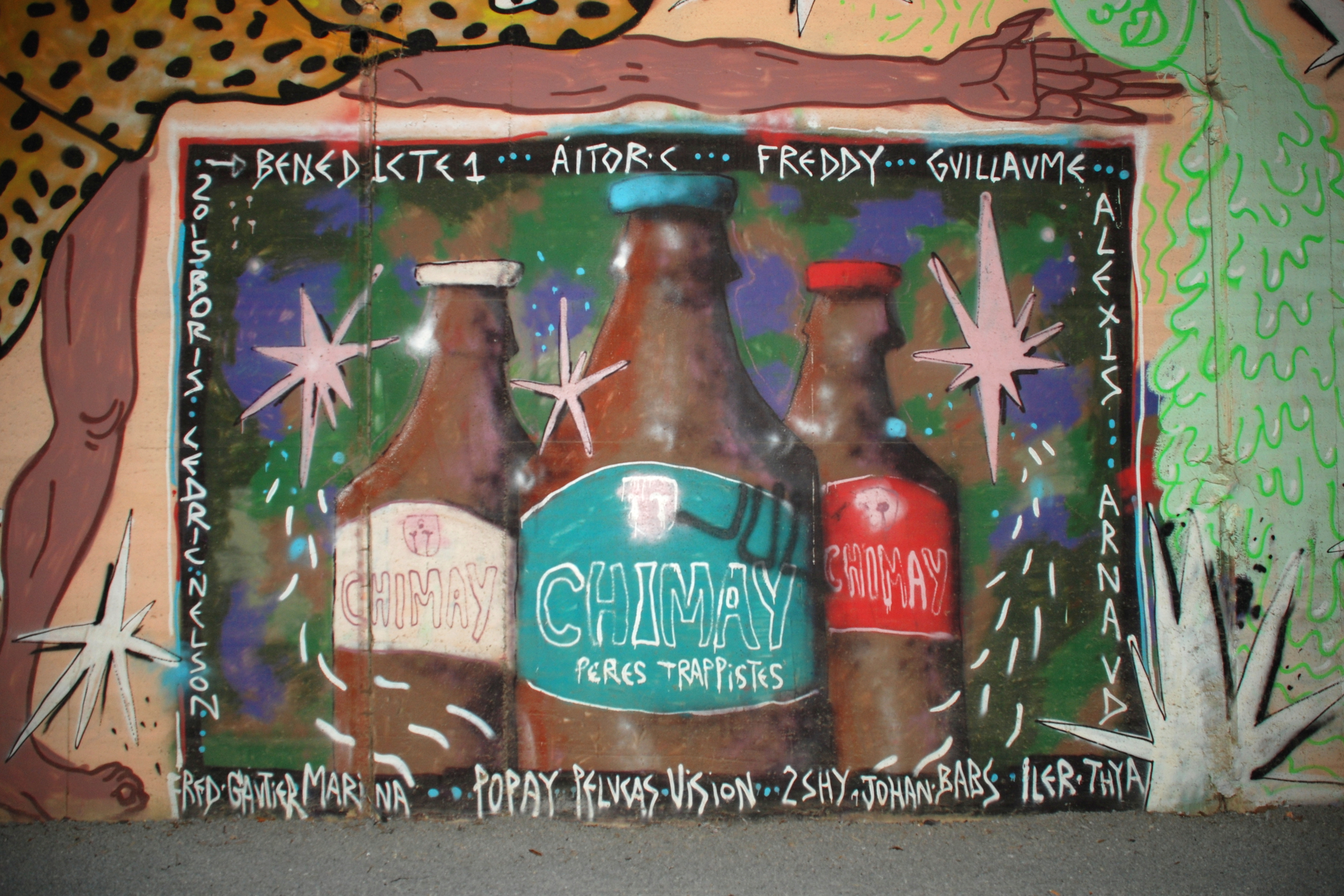
Botellas de Chimay representadas en un mural de la estación de Lovaina-la-Nueva (Bélgica).

La cerveza belga posee muchas variantes y estilos,  como la pale lager, la lambic o la roja de Flandes. Existen unas 180 cervecerías en el país, considerando grandes industrias internacionales y pequeñas destilerías artesanas. Para fines de 2011, había aproximadamente 1150 cervezas belgas originales.
Los belgas beben, de promedio, unos 84 litros de cerveza por persona y año, muy alejados de los 200 de 1900. La mayoría de las cervezas se embotellan, rara vez se enlatan, y casi todas tienen su vaso o copa de forma exclusiva. El uso del vaso correcto mejora, supuestamente, el sabor de la cerveza.

## Historia
La cerveza belga se remonta a la época de las primeras cruzadas, en el siglo XII, mucho antes de que Bélgica fuera un país independiente. Con permiso de la Iglesia Católica, algunas abadías francesas y flamencas elaboraban y distribuían cerveza como forma de financiación. La cerveza de poca graduación de la época se consideraba una opción más sana que el agua, no siempre potable. Los ahora tradicionales métodos de elaboración evolucionaron, bajo supervisión de las abadías, durante los siguientes siete siglos.
El gremio de cerveceros de Brujas fue fundado en 1308, el de Lieja  en 1357 y el de Bruselas en 1365.
En el siglo XVIII, los monasterios trapenses que hoy elaboran cervezas en Bélgica estaban ocupados por monjes que huían de la Revolución francesa. No obstante, la primera cervecería trapista de Bélgica, la de Westmalle, no comenzó a operar hasta el 10 de diciembre de 1836, casi 50 años después de la Revolución. Esa cerveza era para uso exclusivo de los monjes, y se describe como «oscura y dulce». La primera venta registrada de cerveza (una cerveza negra) se produjo el 1 de junio de 1861.
En los siglos XVI y XVII, la cerveza más popular en Gante era una llamada Crabbelaer. En el momento de mayor popularidad, más de 50 cervecerías producían más de 6 millones de litros por año. En Gante también se producía las cervezas Klein, Dubbel, Clauwaert, Dubbele clauwaert y Dusselaer

## Distribución y disponibilidad
En la actualidad, las cervezas belgas se venden en botellas de color castaño o verde oscuro que evitan los efectos negativos de la luz en la bebida. Van cerradas por un tapón o una cápsula, y en ocasiones ambas cosas. Ciertas cervezas son de «doble fermentación en botella». Aunque se pueden comprar las principales marcas en algunos supermercados,  las tiendas especializadas ofrecen una selección más amplia, aunque a un precio más alto.
En Bélgica existen literalmente miles de cafés que proponen un vasto surtido de cervezas a sus clientes. Entre ellos, algunos de los más conocidos son «Le Bier Circus», «L’atelier», «Chez Moeder Lambic», «Estaminet du Théâtre Royal de Toone» y el «Delirium Café» en Bruselas, «Kulminator» y «Oud Arsenaal» en Amberes, «De Garre» y «‘t Brugs Beertje» en Brujas, «Het Hemelrijk» en Hasselt, «Het waterhuis aan de bierkant» en Gante y «Le Vaudrée» en Lieja.
La inmensa mayoría de las cervezas belgas solo se venden en botella. Las cervezas de barril son generalmente de tipo pilsener. Para disfrutar plenamente de la variedad de gustos, cada cerveza debe tomarse a su temperatura ideal, generalmente a temperatura de bodega, entre 8 °C y 15 °C.

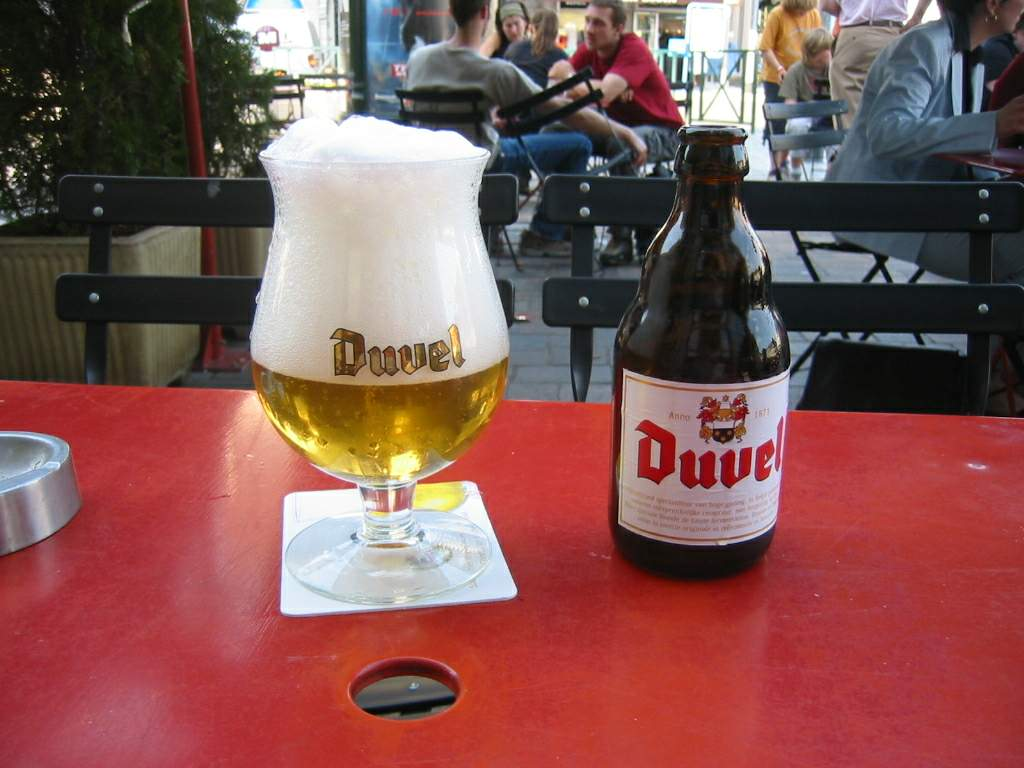
Vaso de la cerveza Duvel

La mayor parte de las cervezas belgas se sirven en su vaso específico, cuyas formas son muy variadas (vaso de boca ancha, tulipán, cáliz…) y van marcados con el logotipo de la cerveza correspondiente. Estas formas diferentes sirven para dar relevancia al gusto y los aromas de la cerveza, debido al camino que las burbujas toman a lo largo de las paredes del vaso. En los últimos años, esta práctica de los vasos específicos ha sido introducida en Estados Unidos gracias a la presión de los cerveceros belgas, empeñados en que sus productos se sirvan en el vaso adecuado.
|                                         |
| Cerveza lambic gueuze en copa de flauta |

|                       |
| Vaso «cáliz» de Orval |

|                   |
| Copa de Rochefort |

|                                |
| Cerveza Gilladeken con su copa |

|                                  |
| Cereveza Kwak en su inusual vaso |

|                              |
| Vaso hexagonal de Hoegaarden |

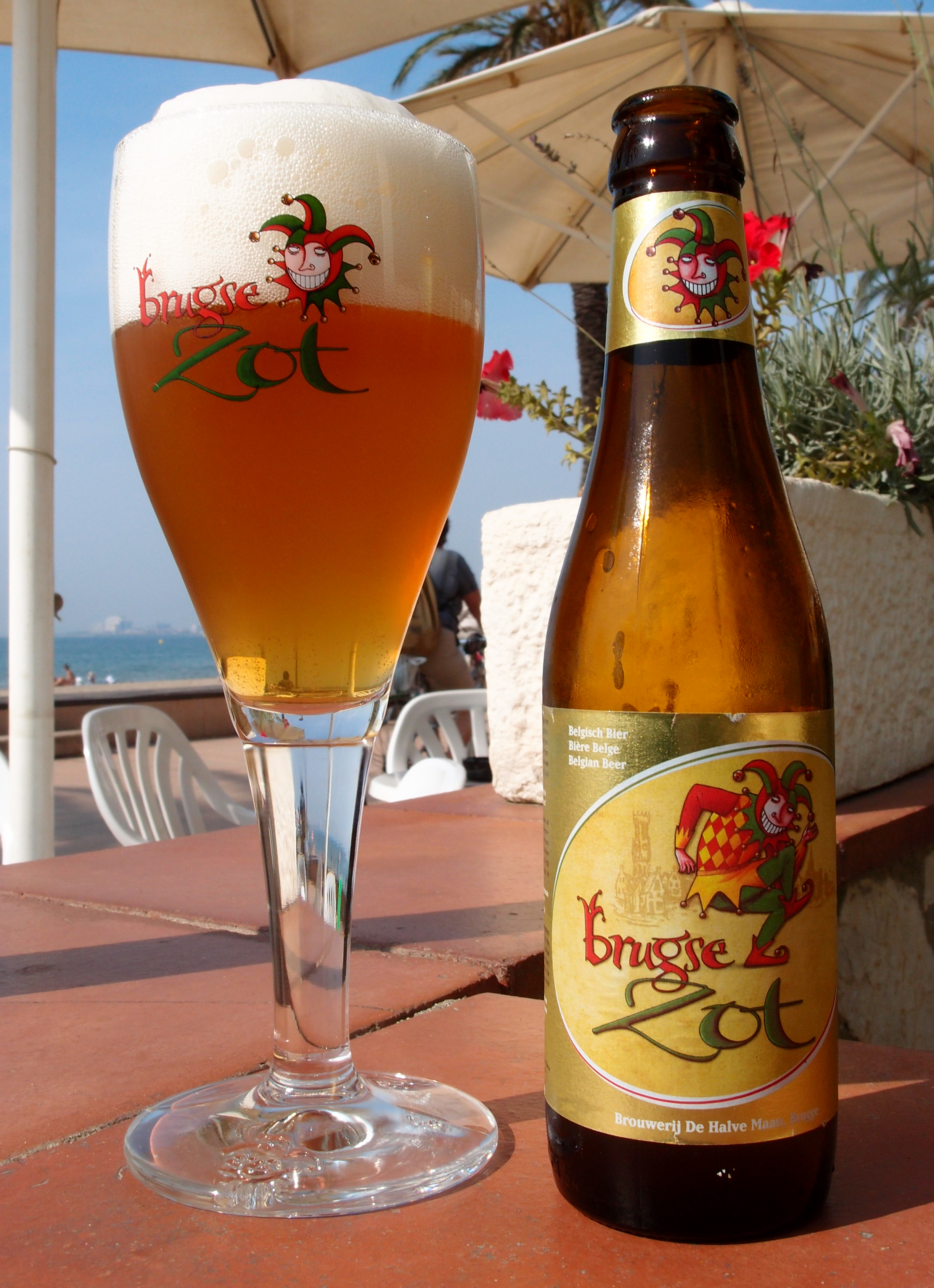
Copa de Brugse Zot Blond

Existen botellas de diversos tamaños: 25 cl, 33 cl, 37,5 cl, 75 cl y múltiplos de 75 cl. Las botellas de 37,5 cl. suelen estar reservadas a las lambic. Las botellas grandes, de 75 cl. se venden en ciertas tiendas de alimentación, pero el surtido es limitado. En el caso de las grandes botellas, la nomenclatura es la del champán, pero son muy escasas. En Bélgica, un «demi» corresponde a una cerveza de 50 cl., mientras que en Francia, es de 25 cl.

## Tipos

### Fermentación baja

#### Cerveza de mesa
Estas cervezas de baja graduación (menos de 1,5°) se suelen vender en grandes botellas y se usan para acompañar las comidas. Su uso va disminuyendo por la creciente popularidad de los refrescos y las aguas minerales. Existen versiones rubias y negras. Estas cervezas se servían en los comedores de las escuelas hasta los años 70, y ciertas organizaciones intentan restaurar esta costumbre, considerando que las cervezas de mesa son mejores para la salud de los niños que los refrescos. Hasta los años 50, existían incluso cervezas para nodrizas.

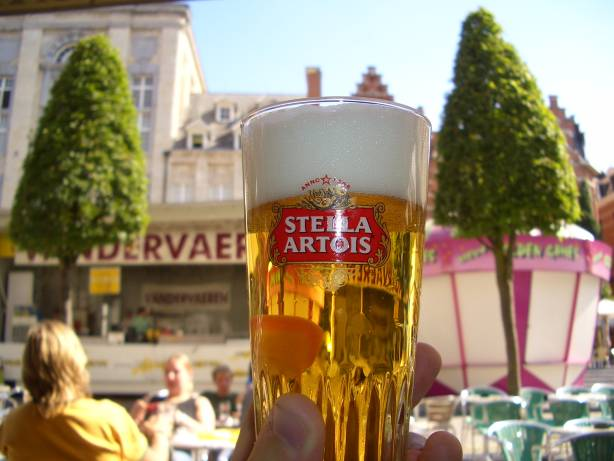
Cerveza Stella Artois

#### Pilsener o Pilsner
Aunque Bélgica es célebre por sus cervezas especiales, las Pilsner son las más vendidas en el mercado interno y de exportación, y representan el 75% de la producción de cervezas belgas. De fermentación baja, se les reconoce fácilmente por su color claro y su gusto suave.
La marca más conocida internacionalmente es la Stella Artois, mientras que las más populares en el mercado interno son Jupiler y Maes.

### Fermentación alta

#### Cerveza de abadía

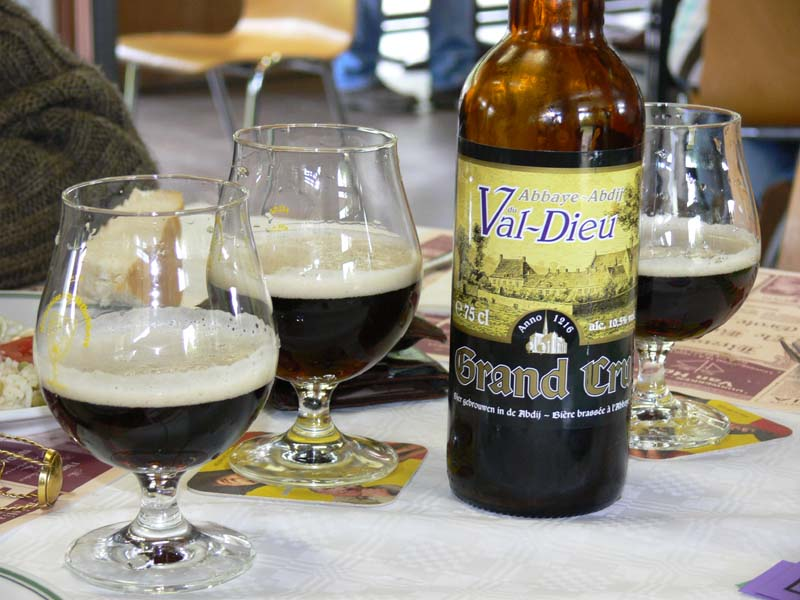
Val Dieu Grand Cru (cerveza de abadía)

Al contrario que las cervezas llamadas «trapistas», las cervezas de abadía están elaboradas por cervecerías comerciales y toman su nombre de una abadía abandonada o en funcionamiento. En el ámbito internacional, las marcas más conocidas son Leffe (InBev) y Grimbergen (Maes). También son célebres la Tripel Karmeliet, Maredsous, Watou,  Saint-Feuillien, Floreffe, Val-Dieu, etc.
Como en el caso de las trapistas, no se trata de un solo tipo de cerveza, sino de una denominación que cubre distintos estilos. Cada marca posee varias cervezas, en versión rubia y negra, con graduación de 6,5° o más. La elaboración de las cervezas de abadía no está supervisada por los monjes, sino por cerveceros comerciales que utilizan el nombre y la receta de una abadía que ha dejado de elaborar cerveza. Solo unas pocas de ellas, como la Val-Dieu y la Abbaye d'Aulne se elaboran aún en la abadía de origen.
En 1999, la Unión de Cerveceros Belgas introdujo el logo «Cerveza Belga de Abadía Certificada» (Bière belge d'Abbaye reconnue o Erkend Belgisch Abdijbier) para distinguir las cervezas elaboradas bajo licencia de una abadía existente o abandonada, en contraposición con otras cervezas en las que se utilizan marcas que implican conexiones religiosas, como un santo local.

#### Cerveza trapista
Las cervezas trapistas son del tipo «de fermentación alta» y se elaboran en una abadía trapense. El proceso de fabricación debe ser ejecutado o supervisado en su totalidad por los monjes trapenses. Once abadías satisfacen los criterios que dan derecho a utilizar la etiqueta «Producto Trapense Auténtico», de las cuales, seis son belgas: West-Vleteren, Westmalle, Achel, Rochefort, Orval y Chimay.
Las otras cinco cervezas trapistas son las holandesas La Trappe y Zundert, la austriaca Engelszell, la francesa Mont des Cats y la estadounidense Spencer Trappist Ale.
|        |
| Chimay |

|       |
| Orval |

|           |
| Westmalle |

|           |
| Rochefort |

|               |
| West-Vleteren |

|       |
| Achel |

#### Doble (Double o Dubbel)
La cerveza doble tiene un característico color castaño. Son los monjes trapenses de la abadía de Westmalle los que desarrollaron este estilo en el siglo XIX. Estas cervezas tienen una graduación de entre 6 y 8°. Además de las dobles de las abadías trapenses, conocemos la Sint Bernardus Pater, la Maredsous 8 y la Witkap Dubbel. Las cervezas de este tipo suelen distribuirse embotelladas.

#### Triple (Tripel)
Para elaborar estas cervezas rubias, o en ocasiones negras, se utilizan más fermentos y una matriz de levadura más resistente al alcohol. Estas cervezas son de gusto fuerte y alta graduación. Algunas cervezas trapistas, así como la Sint Idesbaldy la Brugse Tripel corresponden a este tipo.

#### Ámbar o Especial (Ambrée o Amber)
Las recetas de estas cervezas son una adaptación de las ales británicas (de alta fermentación) al gusto de los consumidores belgas. En los últimos años, las cervezas ámbar han perdido popularidad. Cuando todavía se producía en Mont-Saint-Guibert, la cerveza Vieux-Temps era muy representativa del estilo ámbar del Brabante Valón. En la actualidad aún se encuentran algunas cervezas ámbar que se elaboran respetando la tradición, como la Palm, una cerveza de gusto pronunciado. La cerveza De Koninck, apodada «bolleke» por su vaso esférico, es muy popular entre los habitantes de Amberes, donde se elabora. Otro ejemplo es la Gertrude, una cerveza ámbar de amargor sostenido que solo puede degustarse en la ciudad medieval de Nivelles. Normalmente, las cervezas ámbar tienen una graduación de entre 5 y 5,5°.

#### Blanca (Blanche)

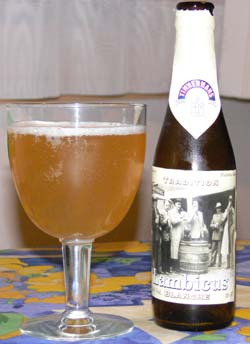
Lambicus Blanche

Las cervezas blancas, llamadas blanche en francés y Witbier en neerlandés, son cervezas que contienen trigo, que puede ser malteado o no. Son bastante suaves y refrescantes. Se aprecian notas de las especias utilizadas: cilantro, piel de naranja, comino. En ocasiones se sirven con una rodaja de naranja, sobre todo como bebida refrescante en verano. Este tipo de cerveza, que se elabora hace 400 años, desapareció en los años 1950, pero fue recuperada por Pierre Celis en su cervecería Hoegaarden. También introdujo este estilo de cerveza en Estados Unidos, donde numerosas cervecerías artesanales la producen bajo la apelación «blanca estilo belga».
Algunos ejemplos típicos: La Binchoise rubia, Hoegaarden, Blanche de Bruges, Fruli y Steendonk. Tradicionalmente, estas cervezas se elaboraban en la zona este de la provincia de Brabante, tanto en el Brabante Valón como en el Brabante Flamenco.

#### Brut
Este tipo, aparecido en 1997, se elabora aplicando métodos para producir champán, y solo la elaboran dos cervecerías con dos marcas distintivas: Malheur y Deus. Son cervezas de alta fermentación.

#### Cerveza de temporada
Cervezas de campo, elaboradas sobre todo en la Región Valona. Son cervezas estacionales, contienen relativamente poco alcohol y a menudo tienen un gusto afrutado que les hace muy agradables de beber en las épocas cálidas.

#### Negra vieja
Vieille brune en francés, Oud Bruin en neerlandés, son cervezas campestres, similares a la cerveza roja hasta el punto de confundirse. La cervecería Liefmans es la principal representante. La cervecería Lochristis,  produce la Caulier negra de 6,8°.

### Fermentación espontánea

#### Lambic
Son cervezas típicas belgas con un gusto ácido específico. Las lambic no son de fermentación alta ni baja, sino espontánea, causada por las levaduras silvestres presentes en el aire de los alrededores de Bruselas y el valle del Senne, áreas donde se elaboran las lambic. También se pueden hacer fermentar con bacterias que reaccionan de forma similar a las levaduras consumiendo azúcares, produciendo alcohol y gas carbónico, que causan aromas únicos. Las lambic son las únicas cervezas que experimentan una fermentación espontánea de larga duración: de tres a seis meses se consideran «jóvenes», y de dos a tres años, «maduras».
La lambic se suele servir como caña en algunos bares de Bruselas y alrededores, raramente se embotella.
Hay cuatro categorías de cerveza derivadas de la lambic: «Gueuze», «Kriek», «Framboise» y «Faro».
La Gueuze es una mezcla de lambics jóvenes y viejas para estimular la doble fermentación. Como sucede con los buenos vinos, las gueuzes reposan durante años en toneles. Las marcas más conocidas son «Mort Subite», «Belle Vue», «Cantillon» y «Saint Louis». Las marcas más populares, como Mort Subite y Saint Louis no tienen problemas en modificar las reglas más ortodoxas de elaboración de lambic, e incluso añaden azúcares para suavizar el gusto de sus cervezas. La gueuze también se llama «champán de Bruselas». Los productos de mayor calidad se producen en las cervecerías Girardin, Oud Beersel, 3 Fonteinen, Cantillon y Boon.
Las cervezas afrutadas se elaboran añadiendo frutas o zumos de frutas a la lambic. La variante más común es la Kriek, hecha con cerezas. También se utilizan frutas como frambuesas, melocotones, arándanos y albaricoques
Para elaborar la Faro se añade azúcar o caramelo a la lambic con el fin de provocar la segunda fermentación.

### Fermentación mixta

#### Cerveza roja
La cervecería Rodenbach lanzó este tipo de cerveza hace más de un siglo. Para su elaboración se utilizan mostos tostados, una fermentación con ayuda de distintas variedades de levadura para la fermentación alta y un cultivo de bacilos lácticos (similar a la fabricación del yogur). Después, la cerveza se deja reposar en toneles de roble. El resultado es una cerveza moderadamente fuerte, agradable de beber, de color rojo profundo y gusto típico, ácido y afrutado.